# 1367
Évszázadok: 13. század – 14. század – 15. század
Évtizedek: 1310-es évek – 1320-as évek – 1330-as évek – 1340-es évek – 1350-es évek – 1360-as évek – 1370-es évek – 1380-as évek – 1390-es évek – 1400-as évek – 1410-es évek
Évek: 1362 – 1363 – 1364 – 1365 –  1366 – 1367 – 1368 – 1369 – 1370 – 1371 – 1372

## Események

### Határozott dátumú események
- július 29. – Déméndi László foglalja el a nyitrai püspöki széket.[1]

### Határozatlan dátumú események
- június – V. (Nagy) Bagrat grúz király feleségül veszi Komnénosz Annát,  III. Alexiosz trapezunti császár legidősebb lányát.
- az év során – 
  - I. Lajos magyar király egyetemet alapít Pécsett.[2]
  - A magyar–török háború. (A bizánci császár megsegítésére a magyar sereg betör Bulgáriába, és megütközik a török sereggel. Ezt követően 200 000 embert erőszakosan keresztény hitre térít.)
  - A najerai csata, melynek végén I. Péter újra Kasztília királya.
  - V. Orbán pápa kísérlete, hogy székhelyét Rómába tegye vissza. (1370-ben visszakényszerítik Avignonba, majd nem sokkal ezután meghal.)
  - V. Károly francia király megalapítja az első királyi könyvtárat Franciaországban.
  - Hans Fugger Augsburg városában telepedik le.[3]

## Születések
- január 6. – II. Richárd angol király († 1400)
- május 30. – IV. Henrik angol király († 1413)

## Halálozások
- január 18. – I. Péter portugál király (* 1320)